# Ambohidronono
Ambohidronono is een plaats en commune in het oosten van Madagaskar, behorend tot het district Moramanga, die gelegen is in de regio Alaotra-Mangoro. Tijdens een volkstelling in 2001 telde de plaats 8.002 inwoners.
De plaats biedt naast lager onderwijs ook middelbaar onderwijs aan. 98 % van de werkzame bevolking werkt als landbouwer. De belangrijkste landbouwproducten zijn rijst en bonen; andere belangrijke producten zijn bananen, mais en maniok. Verder is 2% actief in de dienstensector.